# RegioSprinter

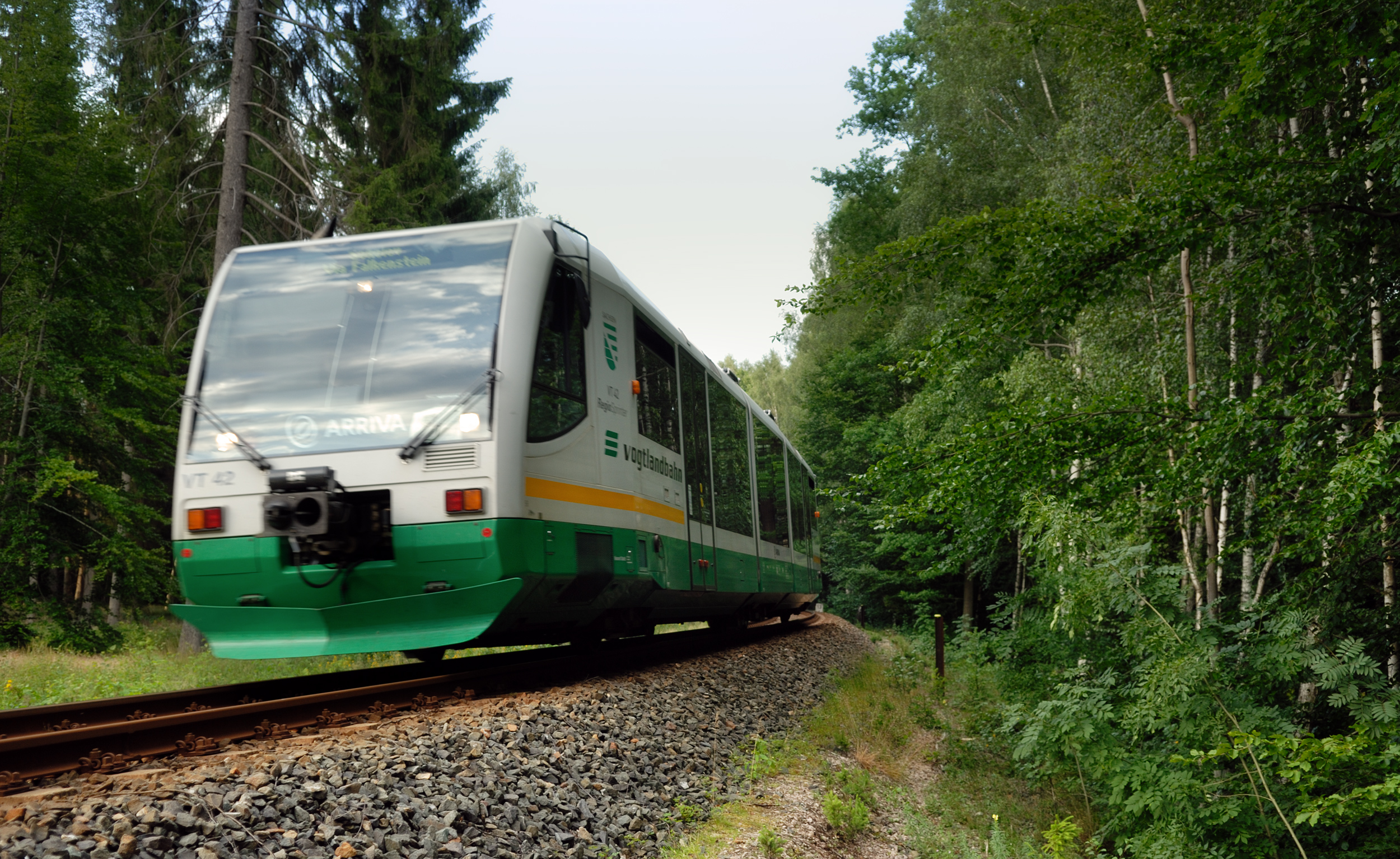
RegioSprinter de la empresa Vogtlandbahn, en el Estado de Sajonia, Alemania

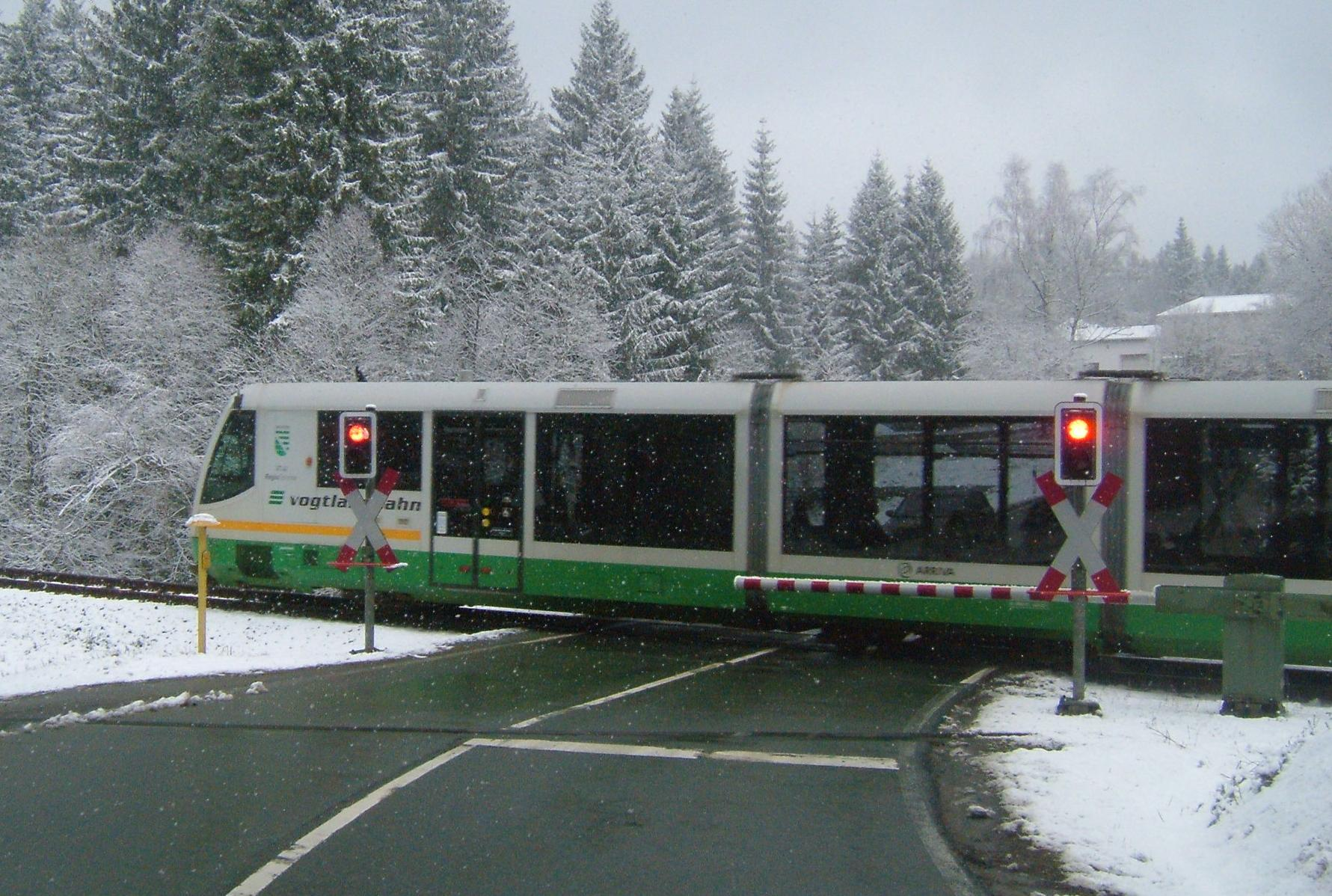
RegioSprinter en el distrito de Vogtlandkreis, Sajonia

El RegioSprinter es un automotor diesel liviano diesel alemán construido por Siemens-Duewag para la incorporación rápida de servicios ferroviarios regionales. Originalmente el RegioSprinter fue designado como un ferrobús regional con motor de combustión (Regional-Verbrennungstriebwagen o RVT) por Duewag AG.
Con la regionalización de los servicios ferroviarios de transporte masivo basado en Alemania, surgió la necesidad de vehículos ligeros de bajo costo que podrían ser operado de manera rentable. Por iniciativa de la Asociación Alemana de DVA, Compañías de Transporte, Siemens-Duewag-Schienenfahrzeuge GmbH se desarrolló el RegioSprinter sólo para este propósito.
Desarrollado como prototipo para los servicios rápidos de trenes regionales en los llanos, el RegioSprinter todavía tiene la aceleración más rápida de cualquier unidad múltiple o ferrobús en Alemania. Sin embargo, debido a varios defectos técnicos y conceptuales, sólo unos pocos fueron construidos. Basado en su experiencia con el RegioSprinter, Siemens desarrolló su sucesor, el Desiro, que se comercializó inicialmente como el RegioSprinter 2.

## Sistemas
- Dürener Kreisbahn, Alemania
- Vogtlandbahn, Alemania
- Lyngby–Nærum–Jernbane Line, Dinamarca

| Datos Técnicos *         | Datos Técnicos *                                                                      | Datos Técnicos *                                                                      | Datos Técnicos *                                                                      | Datos Técnicos *                                                                      | Datos Técnicos *                                                                      | Datos Técnicos *                                                                      | Datos Técnicos *                                                                      | Datos Técnicos *                                                                      | Datos Técnicos *                                                                      |                                                                                       |
| ------------------------ | ------------------------------------------------------------------------------------- | ------------------------------------------------------------------------------------- | ------------------------------------------------------------------------------------- | ------------------------------------------------------------------------------------- | ------------------------------------------------------------------------------------- | ------------------------------------------------------------------------------------- | ------------------------------------------------------------------------------------- | ------------------------------------------------------------------------------------- | ------------------------------------------------------------------------------------- | ------------------------------------------------------------------------------------- |
| Modelo:                  | RegioSprinter                                                                         | RegioSprinter                                                                         | RegioSprinter                                                                         | RegioSprinter                                                                         | RegioSprinter                                                                         |                                                                                       |                                                                                       |                                                                                       |                                                                                       |                                                                                       |
| Configuración            | 3-coches                                                                              |                                                                                       |                                                                                       |                                                                                       |                                                                                       |                                                                                       |                                                                                       |                                                                                       |                                                                                       |                                                                                       |
| Tipos motrices:          | Diesel-mecánica                                                                       |                                                                                       |                                                                                       |                                                                                       |                                                                                       |                                                                                       |                                                                                       |                                                                                       |                                                                                       |                                                                                       |
| Peso en vacío            | 31.5 t                                                                                |                                                                                       |                                                                                       |                                                                                       |                                                                                       |                                                                                       |                                                                                       |                                                                                       |                                                                                       |                                                                                       |
| Longitud                 | 24.800 mm                                                                             |                                                                                       |                                                                                       |                                                                                       |                                                                                       |                                                                                       |                                                                                       |                                                                                       |                                                                                       |                                                                                       |
| Capacidad de asientos ** | 80                                                                                    |                                                                                       |                                                                                       |                                                                                       |                                                                                       |                                                                                       |                                                                                       |                                                                                       |                                                                                       |                                                                                       |
| Velocidad máxima:        | 120 km/h                                                                              | 120 km/h                                                                              | 120 km/h                                                                              | 120 km/h                                                                              | 120 km/h                                                                              |                                                                                       |                                                                                       |                                                                                       |                                                                                       |                                                                                       |
| Poder de tracción:       | 2 x 228 kW                                                                            |                                                                                       |                                                                                       |                                                                                       |                                                                                       |                                                                                       |                                                                                       |                                                                                       |                                                                                       |                                                                                       |
| Aceleración:             | 1.1 m/s²                                                                              |                                                                                       |                                                                                       |                                                                                       |                                                                                       |                                                                                       |                                                                                       |                                                                                       |                                                                                       |                                                                                       |
| Notas:                   | *Información basada en datos del fabricante. **Hasta 158 pasajeros sentados y parados | *Información basada en datos del fabricante. **Hasta 158 pasajeros sentados y parados | *Información basada en datos del fabricante. **Hasta 158 pasajeros sentados y parados | *Información basada en datos del fabricante. **Hasta 158 pasajeros sentados y parados | *Información basada en datos del fabricante. **Hasta 158 pasajeros sentados y parados | *Información basada en datos del fabricante. **Hasta 158 pasajeros sentados y parados | *Información basada en datos del fabricante. **Hasta 158 pasajeros sentados y parados | *Información basada en datos del fabricante. **Hasta 158 pasajeros sentados y parados | *Información basada en datos del fabricante. **Hasta 158 pasajeros sentados y parados | *Información basada en datos del fabricante. **Hasta 158 pasajeros sentados y parados |